# Батраков Петро Капітонович
Петро Капітонович Батраков (10 січня 1900, Тейково, тепер Івановська область, Російська Федерація — 6 серпня 1957, Москва) — радянський військово-політичний діяч, член Військової ради Львівського військового округу, генерал-майор.

## Біографія
Народився у родині робітника.
Член РКП(б) з 1917 року.
Активний учасник Жовтневого перевороту 1917 року. З 1917 року служив у Червоній гвардії.
З 1918 року — у Червоній армії. У 1918 році закінчив шестимісячні курси військових комісарів при Іваново-Вознесенському губернському комітеті РКП(б). Учасник Громадянської війни в Росії.
З червня 1918 року — червоноармієць, секретар штабу батальйону військ надзвичайної комісії (ВЧК) при Іваново-Вознесенському губернському ВЧК, співробітник Іваново-Вознесенської губернської ВЧК. Брав участь у придушенні повстання у місті Ярославлі у 1918 році.
З 1919 року — заступник військового комісара, військовий комісар стрілецького полку, оперативний уповноважений особливого відділу 3-ї стрілецької дивізії РСЧА Південного фронту. З листопада 1920 року — начальник групи особливого відділу 4-ї армії РСЧА в Криму.
З лютого 1921 року — начальник відділення особливого відділу 3-го кавалерійського корпусу у місті Олександрівську (Запоріжжі), а після його розформування — начальник відділення особливого відділу 9-ї Кримської кавалерійської дивізії РСЧА, яка воювала на Україні проти загонів партизанських отаманів Махна, Левченка і Тютюнника. У боях двічі був поранений.
З лютого 1922 року — начальник відділення, відповідальний секретар дивізійної партійної комісії 9-ї Кримської кавалерійської дивізії. У квітні 1926 — листопаді 1928 р. — начальник організаційної частини політичного відділу 24-ї Залізної стрілецької дивізії. У листопаді 1928 — грудні 1930 р. — начальник політичного відділу — заступник командира 9-ї Кримської кавалерійської дивізії із політичної частини.
У 1932 році екстерном закінчив курс за військове училище при Військовій академії РСЧА імені Фрунзе.
З грудня 1930 року — викладач партійно-політичної роботи, військовий комісар — помічник начальника із політичної частини курсу та факультету, начальник політичного відділу Військової академії імені Фрунзе; з листопада 1939 року — військовий комісар — заступник начальника із політичної частини Військової академії РСЧА імені Фрунзе.
13 червня — жовтень 1941 р. — член Військової ради 27-ї армії Північно-Західного фронту. Учасник німецько-радянської війни. З жовтня 1941 р. — начальник політичного відділу 163-ї стрілецької дивізії Північно-Західного фронту. У грудні 1941 року під час бойових дій був контужений і до квітня 1942 року знаходився на лікуванні в госпіталі.
У квітні — листопаді 1942 р. — член Військової ради 26-ї армії Карельського фронту. У листопаді 1942 — травні 1944 р. — член Військової ради Карельського фронту.
У травні 1944 — червні 1946 р. — член Військової ради Львівського військового округу.
У вересні 1946 — вересні 1947 р. — слухач курсів удосконалення політичного складу при Військово-політичній академії імені Леніна.
У вересні 1947 — липні 1950 р. — член Військової ради Західно-Сибірського військового округу.
До 1956 р. — член Військової ради 28-ї армії Білоруського військового округу.
У вересні 1956 року звільнений із посади «через хворобу і зарахований до розпорядження Головного політичного управління МО СРСР». Помер і похований у Москві.

## Звання
- бригадний комісар (13.01.1936)
- дивізійний комісар (14.11.1939)
- генерал-майор (6.12.1942)

## Нагороди
- орден Леніна
- два ордени Червоного Прапора
- орден Червоної Зірки
- медаль «За перемогу над Німеччиною у Великій Вітчизняній війні 1941—1945 рр.»